# Röhsska museet

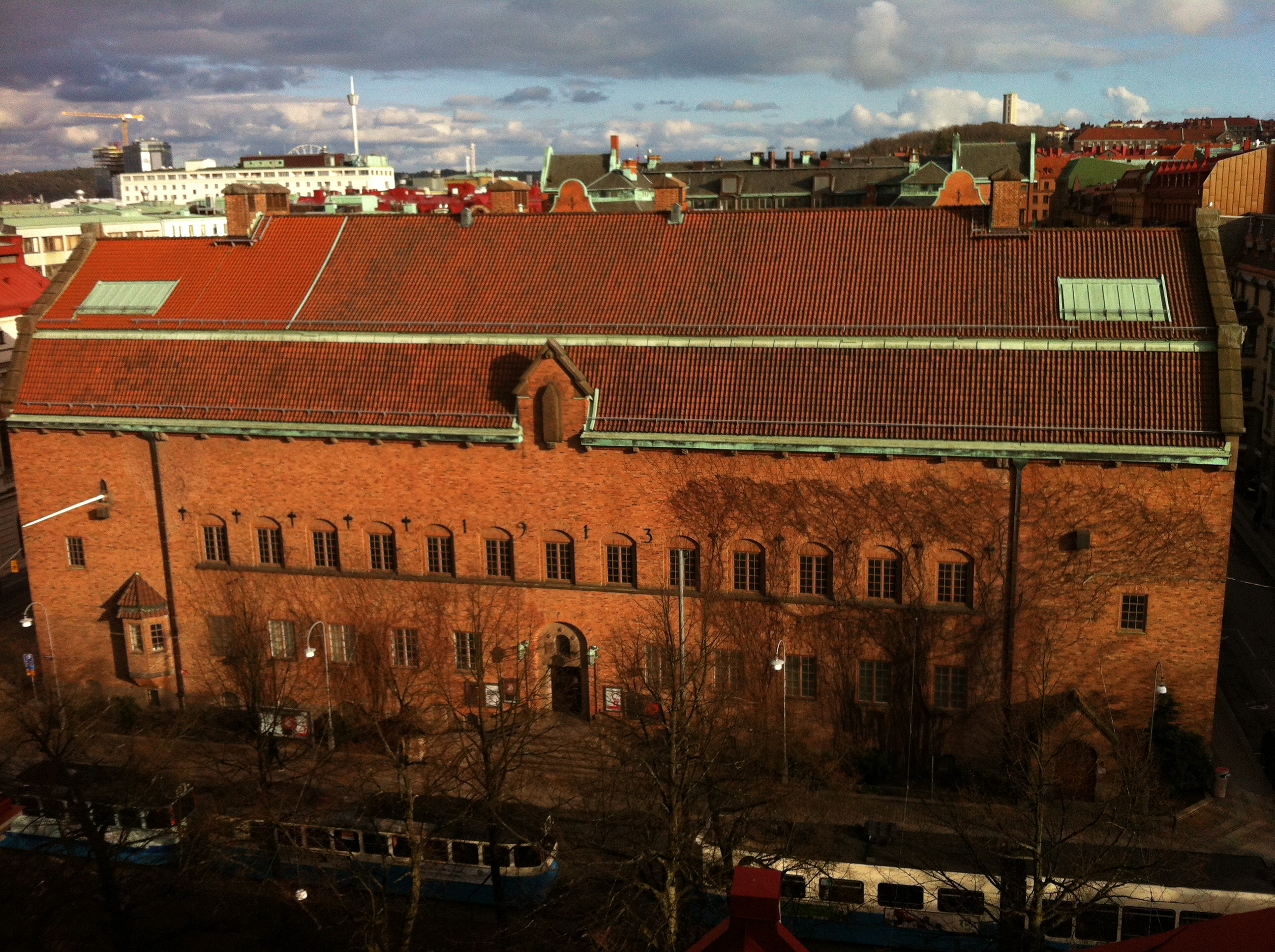
Röhsska museet sett från taket på Konsthögskolan Valand.

Röhsska museet, tidigare Röhsska konstslöjdmuseet, är ett kommunägt museum i Göteborg för mode, design och konsthantverk, som invigdes 1916. 

## Historik
Röhsska museet var ett i en rad konstindustrimuseer som byggdes runt om i Europa för att visa formgivna industri- och hantverksprodukter. Det grundades med privata medel. I januari 1901 fick Göteborgs stad av sterbhusdelägarna efter konsul Wilhelm Röhss d.y. en donation på 250 000 kronor, som möjliggjorde uppförande och inredande av en byggnad för ett konstindustrimuseum. Brodern August Röhss donerade också 180 000 kronor i december samma år för inköp till det blivande museets samlingar samt andra ändamål.
Röhsska museet fick 1997 av staten i uppdrag att nationellt samordna museerna för design och konsthantverk. Detta uppdrag drogs senare tillbaka 2015.
Enligt beslut i kulturnämnden i Göteborgs kommun i november 2016 skulle museet vara stängt februari 2017 – juni 2018, efter långvariga problem med den psykosociala arbetsmiljön, samt att huset var i stort behov av renovering och tillgänglighetsanpassning. Museet öppnade igen den 23 februari 2019.

## Museibyggnaden

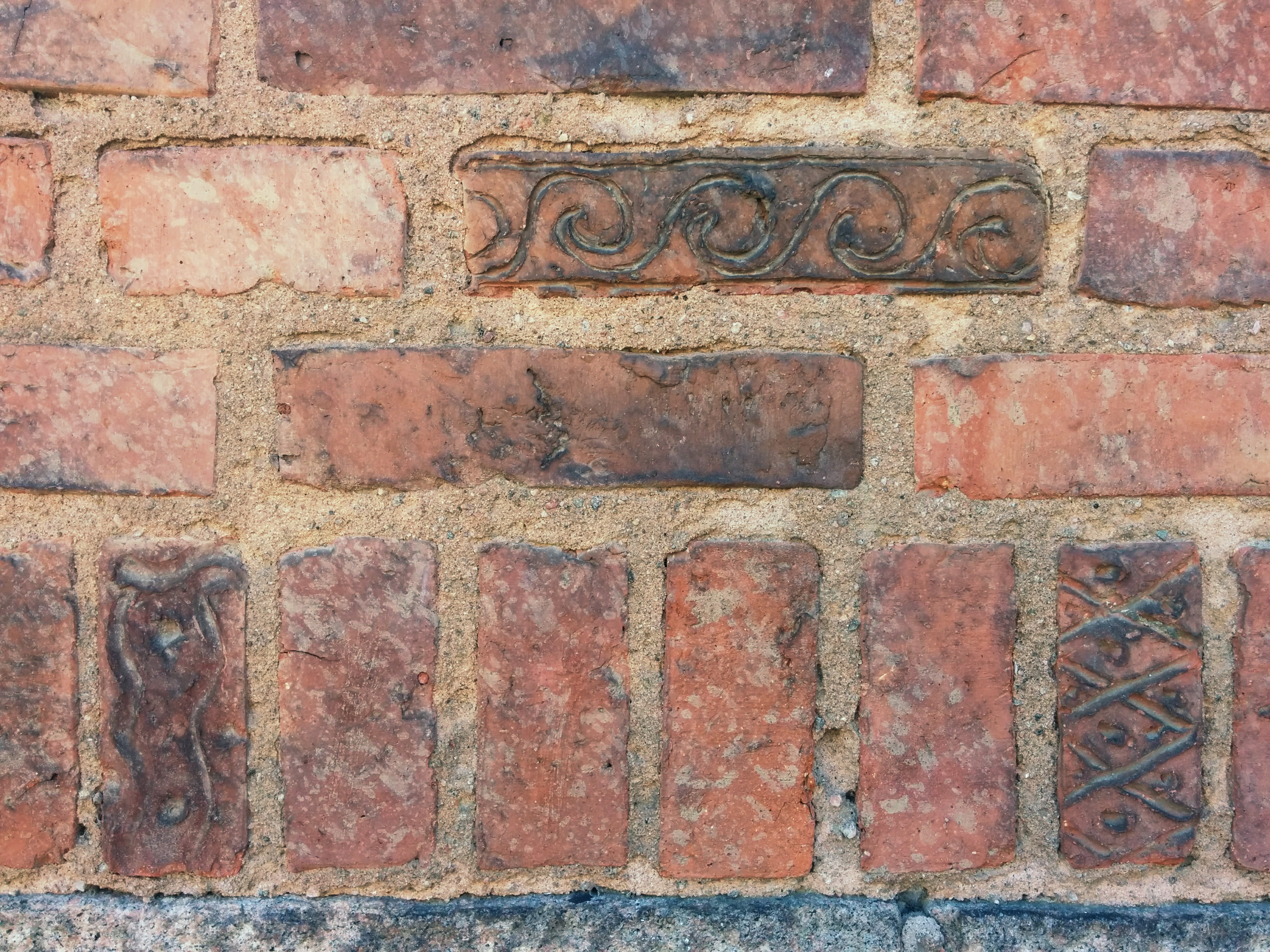
Fasadens mönstrade tegelstenar.

Byggnaden var ursprungligen friliggande, men byggdes samman med Slöjdföreningens skola år 1964. Den uppfördes på tomten mellan Chalmers byggnader på Vasagatan och Slöjdföreningens skola på Kristinelundsgatan. Göteborgs stad bidrog med den centrala tomten. För utformandet av museibyggnaden utlystes en tävling, där landets främsta arkitekter deltog. Det vinnande bidraget ritades 1910 i nationalromantisk anda av Carl Westman. Själva byggnadsmaterialet fick spela en stor roll, vilket är tydligt i museets fasader av handslaget rött Börringetegel, där teglets egenart får tala. Vissa tegelstenar har ett mönster – till exempel tre kronor eller initialerna C W upp- och nedvända.
Under de dryga hundra år som Röhsska museet har funnits till har verksamheten gradvis förändrats. Den första byggnaden visade sig vara för liten för verksamhetens omfattning och på 1930-talet utökades museet med en mindre tillbyggnad. Även denna gång kom byggnaden att bli tidstypisk, nämligen i funktionalistisk stil. Melchior Wernstedt ritade en tillbyggnad för tillfälliga utställningar som stod färdig 1937 med stora fönster ut mot Chalmersgatan. Med tiden uppstod behov av ytterligare utökning och 1957–62 uppfördes ytterligare en tillbyggnad, Brolidhallen, ritad av Sven Brolid och Jan Wallinder.

## Föremålssamling
Röhsska museet har en omfattande föremålssamling på uppemot 50 000 objekt, fördelade inom kategorierna konsthantverk, design och mode. Huvuddelen av föremålen i samlingen utgörs av äldre svenskt och europeiskt konsthantverk, men också av grekiska och romerska antikviteter samt material från Japan och Kina finns representerade i samlingen. Ända sedan museets stadgar antogs av Göteborgs stadsfullmäktige 1904 har en omfattande insamlingsverksamhet pågått och redan 1905 skrevs de första föremålen in i museets accessionskatalog. Sedan dess har mellan 50 och upptill 1800 föremål per år samlats in. De första åren köptes framförallt äldre svenskt och europeiskt konsthantverk in, men även kinesiskt och japanskt konsthantverk förvärvades. På 1920-talet började man också köpa in samtida konsthantverk.
Röhsska Konstslöjdsmuseets Vänner bildades 1917 med ändamål att inköpa värdefulla konstslöjdsföremål att skänka till museets samlingar.

## Utställningar
Röhsska museet har cirka 20 utställningshallar. I de flesta visas permanenta utställningar med föremål ur museets egna samlingar, men museet visar också tillfälliga utställningar varje år, både med föremål ur samlingarna och inlånade föremål. Bland de permanenta utställningarna finns museets utställning med kinesiskt konsthantverk och utställningen med japansk form. Dessutom presenteras en unik guld- och silverdonation som skänktes till museet av direktören Falk Simon 1934. Gåvan var värderad till 400 000 kronor, och innehöll föremål från medeltiden och renässansen samt limoges-emaljer från 1200- och 1300-talen.
Museet har också en utställning med 1800- och 1900-talsformgivning, där många svenska och internationella designklassiker ställs ut. Därtill visas ett tiotal tillfälliga utställningar årligen. Utställningen "Vår bostad" visades på Röhsska i samband med museets 25-årsdag den 15 september 1941. Tillsammans med Göteborgs museum anordnade Röhsska 1948 utställningen "Staden och stilen" – som en revy 1848–1948 över livet i staden Göteborg i samband med att Slöjdföreningens skola firade sitt 100-årsjubileum.

## Torsten och Wanja Söderbergs pris
Röhsska museet utdelade, från 1994 fram till 2018, det årliga Torsten och Wanja Söderbergs pris för nyskapande och framstående gärning inom konsthantverk, design och mode i Norden. Priset instiftades med anledning av etthundraårsdagen av Torsten Söderbergs födelse den 4 november 1894. I samband med prisutdelningen presenterade Röhsska museet en utställning med pristagarens arbete.

## Museichefer
- 1916–1924  Axel Nilsson
- 1924–1946  Gustaf Munthe
- 1946–1972  Göran Axel-Nilsson
- 1972–1986  Jan Brunius
- 1986–1996  Christian Axel-Nilsson
- 1996–1997  Helena Dahlbäck Lutteman
- 1998–2000  Lasse Brunnström
- 2000–2007  Elsebeth Welander-Berggren
- 2007–2013  Ted Hesselbom
- 2013–2015  Tom Hedqvist
- juni–oktober 2015 Annika Johansson och Christa Törn-Lindhe, tillförordnade chefer[15]
- 2016 Susanne Erixon museichef på ettårsförordnande [16]
- 2016–2017 Vakant
- augusti 2017 – Nina Due[17]

## Exlibris
Röhsska museets exlibris formgavs 1958 av konstnären Göran Boström, och föreställer en av museets östasiatiska fohundar som sedan 1916 flankerar museets entré. Dock är det numera två kopior och originalen från 1600-talet förvaras inne i huset.